# Le Colisée (Nîmes)
Pour les articles homonymes, voir Colisée.
K7
Le Colisée est une ancienne salle de cinéma à Nîmes.

## Historique
Construite par Paul Furiet et Georges-Henri Pingusson (celui-ci ayant des origines nîmoises), la salle ouvre ses portes le 15 avril 1927. Elle est dotée d'une fosse pour l'orchestre, d'un balcon avec loges, et d'une capacité de 1 000 spectateurs. À la fois cinéma et théâtre, elle propose régulièrement des spectacles de music-hall, mais aussi plus exceptionnellement des numéros de cirque. Chaque semaine y sont en outre organisés les galas Baret.
Durant ses premières années, on peut y voir le Napoléon d'Abel Gance, ou Ben-Hur de Fred Niblo ; à cette dernière occasion, c'est l'ouvreur Jean Granier qui réalise les bruitages locaux (pour la scène des galériens et celle de la bataille navale). En novembre 1929, pour l'arrivée du film parlant, une grande soirée est organisée où l'on entend l'ouverture de Tannhauser par l'orchestre philharmonique de New York, avant de visionner Le Chanteur de jazz. Peu à peu, Le Colisée s'impose ainsi, selon les mots de Bernard Bastide et Jacques-Olivier Durand, comme une « salle de prestige », dotée des dernières avancées techniques.
En 1953, le cinéma se dote d'un nouvel écran panoramique de 8,5 x 5,10 m, puis, en 1963, accueille les premiers films en 70 mm, à l'occasion de la projection de West Side Story'.
Rachetée par Fernand Méric, la salle prend en 1973 le nom de « K7 » et intègre le réseau de multiplexes régionaux, implanté aussi à Montpellier (rue de la République) et Aix-en-Provence. Dès lors, il se divise en une galerie marchande (au rez-de-chaussée) et un ensemble de cinq salles (à l'étage).
L'année suivante, le complexe passe à la société Océanic. Selon Bastide et Durand, l'état des salles comme des programmes se dégrade progressivement, ce qui amène une baisse drastique de la fréquentation. En 1987, l'exploitation est reprise par UGC, mais cette société renonce à restaurer le K7 car les commerçants de la galerie refusent de désemparer.
Le cinéma ferme définitivement le 31 décembre 1988.

## Postérité
La municipalité de Nîmes projette un temps d'ouvrir une école-musée du cinéma dans les anciens locaux du Colisée, mais sans donner suite à cette idée.
Le 22 janvier 2015, alors que sa destruction était envisagée, l'ancien cinéma est inscrit aux Monuments historiques.
En 2020, dans un article pour Philitt, Nathanaël Travier fait allusion au bâtiment du Colisée, assurant que « la laideur et la décrépitude sont [s]es qualités les plus remarquables ».
Au XXIe siècle, le nom de « Colisée » ne désigne plus à Nîmes que l'hôtel communautaire, siège de la communauté d'agglomération Nîmes Métropole.